# 馬祖北竿機場
馬祖北竿機場（平話字：Mā-cū Báe̤k-găng Gĭ-diòng），行政組織名稱原為交通部民用航空局馬祖北竿航空站（2023年9月15日與南竿機場合併為交通部民用航空局馬祖航空站），位於中華民國福建省連江縣北竿鄉，1994年開始營運，由立榮航空負責機場的航班。是目前中華民國政府有效統治領土最北端的機場。

## 歷史
- 1961年，興建軍用小型飛機起降之大道機場。[2]
- 1994年1月17日：馬祖機場啟用，開辦民航業務（前身為軍方輕航機場）。
- 2000年7月：進行改善工程，包括鏟除鐵拳山、以及跑道東移160（520英尺）。增建長1,150（3,770英尺），寬30（98英尺）跑道一條，提供較大型航機起降。
- 2002年11月1日：配合南竿機場闢建，更名為北竿機場。
- 2005年1月28日：新航廈落成。
- 2024年5日1日：「北竿機場跑道與新航站區擴建工程建設計畫」獲行政院核定。[3]

## 航站設施
- 跑道：長1,150公尺，另加跑道兩端各60公尺安全區，實際總長1,270公尺，寬30公尺，可供72人座ATR-72型客機起降（但乘坐人數須降為56人[4]），預計規劃延長跑道長度至1,500公尺[5][6][7]。
- 滑行道：長890公尺，寬20公尺，位於跑道西側，舊跑道降級使用。
- 停機坪：固定翼機坪2處，面積1,574平方公尺，可供72人ATR72-600同時停放兩架。直昇機停機坪乙處，面積1,496平方公尺，可供BELL-412機型停放乙架。
- 航站大廈：總面積1,365.65平方公尺，包含候機大廳、內候機室、各航空公司營業櫃檯及本站辦公室。
- 停車場：面積510平方公尺，可停放25輛小型客貨。（舊航站）
可供中型車輛停車位41個，另身心障礙停車位5個，排班計程車位20個。（新航站）
- 聯外道路：長457公尺，設二至四車道，連接島上之公路網。
- 助導航設備：北竿機場塔台、歸航台NDB、航空測距儀DME、氣象觀測台、下滑指示燈（APAPI）、塔台旋轉燈、跑道頭燈、跑滑道邊燈、千呎牌、指示牌燈、高亮度障礙燈、直昇機機坪邊燈、機坪投射燈以及左右定位輔助臺LDA。
- 機場消防設施：1,500加侖泡沫消防車2台，150磅乾粉滅火機6具、滅火器20具。

## 航空公司與航點
| 航空公司 | 目的地    | 班次     | 固定航機  |
| -------- | --------- | -------- | --------- |
| 立榮航空 | 台北-松山 | 每週14班 | ATR72-600 |

## 公車資訊
| 路線       | 經營業者     | 區間      |
| ---------- | ------------ | --------- |
| 北竿大道線 | 連江縣公車處 | 塘歧—白沙 |
| 環島北路線 | 連江縣公車處 | 塘歧—白沙 |

## 外部連結
- 馬祖航空站 （页面存档备份，存于） （繁體中文）（英文）